# کاپری اندرسون
کاپری اندرسون (انگلیسی: Capri Anderson؛ زاده ۳۰ مارس ۱۹۸۸) که با نام کریستینا والش (به انگلیسی: Christina Walsh) زاده شد؛ بازیگر پورنوگرافی اهل ایالات متحده آمریکا است.